# Caza Sith
Los cazas Sith son vehículos pertenecientes al universo de la Guerra de las Galaxias. Los cazas Sith forman parte de los Sith y su Imperio. Está pilotado por soldados Sith, tiene una forma curva con dos alas triangulares. Está equipado con dos cañones láser rojos, de pequeño daño. Es la fuerza básica de asaltos espaciales del Imperio Sith. El Ebon Hawk, a su salida del moribundo Taris, debe enfrentarse a cinco o seis de estos cazas, siendo destruidos todos.
- Datos: Q5759359